# Patrick Abercrombie

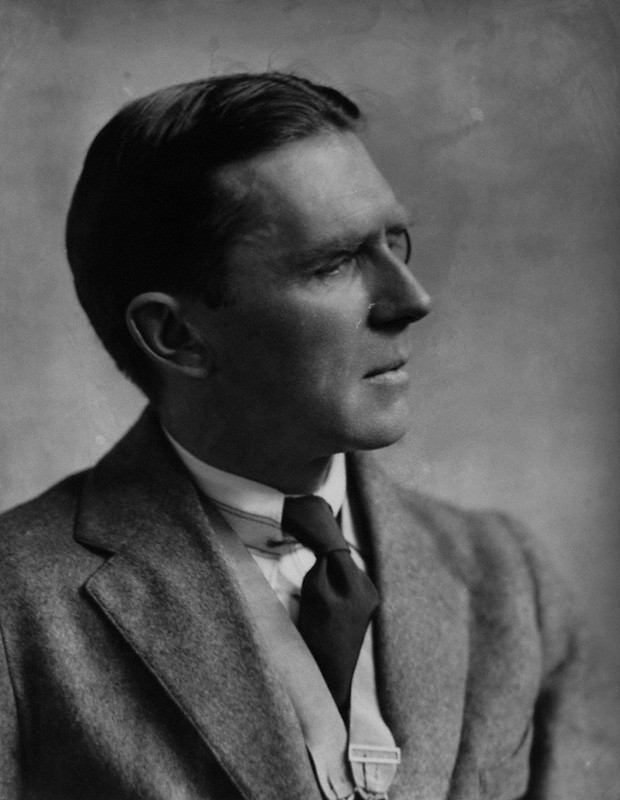
Patrick Abercrombie

Patrick Abercrombie, född 6 juni 1879 i Ashton upon Mersey, Cheshire (i nuvarande Trafford, Greater Manchester), död 23 mars 1957 i Aston Tirrold i Oxfordshire, var en brittisk arkitekt och stadsplanerare.

## Biografi
Abercrombie var professor i stadsbyggnad vid universitetet i Liverpool 1915–35 och vid University College i London 1935–46. Han utarbetade en mängd region- och stadsplaneförslag såväl för områden i Storbritannien som i kolonierna. Bland hans mer kända förslag märks County of London (1943, tillsammans med J. H. Forshaw), och Greater London Plan 1944 (1945) av betydelse för återuppbyggnadsarbetena efter andra världskriget. Stadsplanerna byggde på decentralisering från stadskärnan till tio mindre stadsenheter och uppdelning av administrationen i "grannskapsenheter".
Bland hans övriga stadsplaner märks de över Doncaster, Sheffield, Bath, Bristol, Stratford-on-Avon och Plymouth.

## Sir Patrick Abercrombie Prize
Internationella arkitektunionen delar sedan 1961 ut Sir Patrick Abercrombie Prize vart tredje år till en internationellt uppmärksammad arkitekt eller arkitekter för framstående arbete inom ''town planning and territorial development''. Det första priset gick till Town Planning Service of the city of Stockholm.

## Inflytande över svensk stadsplanering
Abercrombies förslag fick stort inflytande över den svenska stadsplaneringen under efterkrigstiden. Han sågs för London-planen av stadsbyggnadsborgarrådet Yngve Larsson som en av de främsta inspiratörerna för Stockholms stadsplanering, jämte Lewis Mumford och Clarence Stein. Abercrombie deltog vid invigningen i maj 1946 av en engelsk stadsplaneutställning på Liljevalchs konsthall i Stockholm.